# Anjorka Strechel
Anjorka Strechel (* 12. Januar 1982 in Lüneburg) ist eine deutsche Film – und Theaterschauspielerin.

## Leben
Anjorka Strechel wuchs in Lüneburg auf und begeisterte sich schon früh für den Schauspielberuf. Nach dem Abitur 2001 am Bernhard-Riemann-Gymnasium in Scharnebeck studierte Strechel Schauspiel ab 2001 an der Hochschule für Musik und Theater Hamburg, unter dem Dekan Pjotr Olev. Eine ihrer Dozentinnen war Jutta Hoffmann. Beim Schauspielschultreffen in Hannover 2004 gewann sie – zusammen mit dem Ensemble – den Publikumspreis für Was Ihr Wollt. Während des Studiums spielte sie bereits auf Hamburger Bühnen, so beispielsweise in Tom Sawyer und Huckleberry Finn und in White Trash am Thalia Theater sowie in Edgar Wibeau auf Kampnagel und in Hamlet in den Zeisehallen. Das Studium schloss sie 2005 mit dem Diplom ab.
Direkt nach ihrem Studium war sie von 2005 bis 2009 am Theater Osnabrück engagiert. Seit 2010 ist Strechel freischaffend und trat u. a. am Staatstheater Braunschweig, am Staatstheater Hannover und am Deutschen Theater Berlin auf. 2007 drehte sie den Kinofilm Mein Freund aus Faro, für den Nana Neul das Drehbuch schrieb und Regie führte. Julia Teichmann schrieb im Filmdienst, in diesem Film sei ihr ein „schauspielerisches Geniestück“ gelungen.
Zwischen 2008 und 2009 stand sie in der Nähe von Sankt Petersburg für die Golden-Globe-nominierte russische Produktion Edge of War – Zug des Todes vor der Kamera. Der britische Branchendienst Screen International führte sie im Februar 2009 unter seinen „European stars of tomorrow“, während sie für die Rolle der Elsa mit dem russischen Filmpreis Solotoi Orjol als beste weibliche Hauptrolle ausgezeichnet wurde. Damit war sie „Schauspielerin des Jahres 2010“ in Russland. Die gleiche Rolle brachte ihr eine Nominierung für den russischen Filmpreis Nika ein.
Neben Auftritten beim Polizeiruf 110 und im Tatort machte sie vor allem durch die Kinofilme Mein Freund aus Faro (2007) und Edge of War – Zug des Todes (2010) auf sich aufmerksam.
Seit 2009 ist Strechel regelmäßig als Jurymitglied auf Filmfestivals zu sehen. Beim Baltic-Debuts-Filmfestival in Swetlogorsk bei Kaliningrad in Russland saß sie in der Jury des offiziellen Wettbewerbs. Die Jury-Arbeit führte sie ebenfalls zum Filmfestival Cottbus, wo sie 2010 Mitglied der Internationalen Jury war, sowie zum Filmfestival Festróia in Setúbal (Portugal), zu den Filmtagen Lübeck, zum Bucharest International Filmfestival und Petersburger Dialog.
Strechel lebt und arbeitet als freischaffende Schauspielerin in Berlin und Hamburg. 2013 nahm sie an der Humboldt-Universität zu Berlin ein Studium der Sportwissenschaften und der Philosophie auf, das sie 2017 mit dem Bachelor of Arts abschloss.
Anjorka Strechel ist Mitglied der Deutschen Filmakademie, der Deutschen Akademie für Fernsehen und der Europäischen Filmakademie.

## Wirken

### Theater (Auswahl)
Burgfestspiele Jagsthausen
- 2002: Der eingebildete Kranke … als Louison (Regie: Helmut Stauss)
- 2014: Die Päpstin … als Johanna/Johannes Anglicus (Regie: Eva Hosemann)

Kampnagel
- 2003: Edgar Wibeau … als Charlie (Regie: Julius Seyfarth)

Thalia Theater Hamburg
- 2004 bis 2005: Tom Sawyer und Huckleberry Finn … als Amy Lawrence (Regie: Henning Bock)
- 2005: White Trash … als Sunny (Regie: Andreas Kriegenburg)

Theater Osnabrück
- 2005: Spargelzeit … als Lisa (Regie: Doro Schroeder)
- 2005: Die Schneekönigin … als Gerda (Regie: Katja Wolff)
- 2006: Der Entenfreund … als Nachfolgerin (Regie: Matthias Kaschig)
- 2006: Cosí – Was Mozart nie zu träumen wagte … als Lucy/Julie (Regie: Katja Wolff)
- 2006: Heimatort … als Sally (Regie: Peter Hailer)
- 2006: Schneckenportrait … als Patientin (Regie: Nina Gühlstorff)
- 2007: Frühlings Erwachen … als Wendla (Regie: Henning Bock)
- 2007: Elektra … als Chrysothemis (Regie: Ingo Berk)
- 2007: Musst Boxen … als Conny/Moni (Regie: Dariusch Yazdkhasti)
- 2007: Die Ballade vom Nadelbaumkiller … als Anna (Regie: Doro Schroeder)
- 2007: Schule der Arbeitslosen … als Regien Lichtenstein (Regie: Nina Gühlstorff)
- 2008: Nathan der Weise … als Recha (Regie: Wolfram Apprich)
- 2008: Bunbury … als Cecily Cardew (Regie: Jos van Kan)
- 2009: Andorra … als Barblin (Regie: Jürgen Bosse)

Staatstheater Braunschweig
- 2010: Die schmutzigen Hände … als Olga (Regie: Charlotte Koppenhöfer)

Rumänien, Holzmengen/Deutsches Theater Berlin
- 2010: PUTERNICII … als Programmiererin/Dragona (Regie: Susanne Chrudina)

Haus 73, Hamburg/Sophiensäle Berlin
- 2010/11: Das kleine Hasenstück … Solabend/Performance (Regie: Kathrin Mayr)

Staatstheater Hannover
- 2011: Die Schneekönigin … als Gerda (Regie: Dorothea Schroeder)

Lichthof Theater Hamburg
- 2011: Mein kleines deutsches Schuldgefühl … als Good Girl (Regie: Kathrin Mayr und Johannes Ender)

Schauspielhaus Wien
- 2012: zwanzig komma drei meter ruhe … als L (Regie: Kathrin Mayr)

BITEF Belgrad/Serbien
- 2012: Frösche im heissen Wasser … als Marina (Regie: Susanne Chrudina)

MaximiliansForum München
- 2012: Fluchtraeume … als Holly/Mallory (Regie: Sebastian Hirn)

Theater an der Ruhr Mülheim
- 2013: Scham … als tochta (Regie: Albrecht Hirche)

Lichthoftheater Hamburg/Theater am Lend Graz
- 2013: Du bist mein Wunder oder: Zieh die Arbeit aus dem Bild als Performer (Regie: Kathrin Mayr)

Atelier Sebastian Hirn München
- 2016: Outposts of resistance – Human Shields – Die Invasion der USA in den Irak (Regie: Sebastian Hirn)

monsun theater Hamburg
- 2016: Australischer Frost (Regie: Kathrin Mayr)

TIKK Heidelberg
- 2017: Australischer Frost (Regie: Kathrin Mayr)

Altonaer Theater
- 2014: Die Päpstin … als Johanna/Johannes Anglicus (Regie: Eva Hosemann)
- 2017: Sophia, der Tod und ich … als Sophia (Regie: Hans Schernthaner)
- 2024: Der Vorleser ... als Hanna (Regie: Kai Hufnagel)

### Filmografie
- 2005: Polizeiruf 110 – Vorwärts wie rückwärts (Regie: Hannu Salonen)
- 2006: Tatort – Das namenlose Mädchen (Regie: Michael Gutmann)
- 2007: Mein Freund aus Faro (Regie: Nana Neul)
- 2010: Edge of War – Zug des Todes (Regie: Alexei Utschitel)
- 2011: Der Kriminalist (Regie: Filippos Tsitos)
- 2011: Die Besucher (Regie: Constanze Knoche)
- 2011: Das merkwürdige Kätzchen (Regie: Ramon Zürcher)
- 2013: SOKO Wismar (Regie: Sascha Thiel)
- 2013/14: Danni Lowinski (Regie: Uwe Janson, Richard Huber)
- 2014: Letzte Spur Berlin (Regie: Filippos Tsitos)
- 2014: Tatort – Vielleicht … (Regie: Klaus Krämer)
- 2014: Viktoria (Regie: Monica Lima)
- 2015: Die Bergretter – Zwischen Himmel und Hölle (Regie: Tom Zenker)
- 2016: In aller Freundschaft Folge 723 (Regie: Heidi Kranz)
- 2016: SOKO Köln: Buchstabiere Mord, Folge 273 (Regie: Daniel Helfer)
- 2017: Polizeiruf 110 – Dünnes Eis (Regie: Jochen Alexander Freydank)
- 2017: Marie Brand und das ewige Wettrennen (Regie: Mike Zens)
- 2017: Polizeiruf 110 – Muttertag (Regie: Eoin Moore)
- 2017: SOKO Stuttgart
- 2018–2019: Rote Rosen (Telenovela)
- 2019: Praxis mit Meerblick – Auf zu neuen Ufern (Regie: Joseph Orr)
- 2019: In aller Freundschaft – Die jungen Ärzte – Versteckte Gefahr
- 2019: Familie Dr. Kleist – Hart am Limit (126) (Regie: Heidi Kranz)
- 2020: Praxis mit Meerblick – Familienbande (Regie: Wolfgang Eißler)
- 2020: Werkstatthelden mit Herz (Regie: Lars Montag)
- 2020–2021: Morden im Norden
- 2021: Die Eifelpraxis: Chancen (Regie: Uljana Havemann)
- 2021: SOKO Leipzig – Lolita (Regie: Herwig Fischer)
- 2022: Tatort: Marlon (Fernsehreihe)
- 2023: Einfach Nina (Fernsehfilm)
- 2024: WaPo Bodensee – Irrwege (Regie: Herwig Fischer)

## Hörspiele und Hörbücher (Auswahl)
- 2013: Gunnar Gunnarsson: Schwarze Vögel – Regie: Judith Lorentz (Hörspiel – DKultur)
- 2017: Radio-Tatort: Traumhochzeit von Tom Peuckert
- 2019: Fremdgänger – Fiktion-Podcast
- 2019: Michael Robotham Schweige still – Regie: Sabine Stiepani (Hörbuch) – der Hörverlag, gemeinsam mit Norman Matt (ungekürzter Download, Random House Audio)
- 2020: Ortswechsel – Regie: Alexander Schumacher (Hörspiel – NDR)

## Auszeichnungen
- 2004: Publikumspreis beim Schauspielschultreffen in Hannover für Was Ihr Wollt
- 2008: Vorauswahl für die Nominierungen zum Deutschen Filmpreis als Beste Hauptdarstellerin für Mein Freund aus Faro
- 2011: Solotoi Orjol („Goldener Adler“, Russland) als Beste Hauptdarstellerin für Edge of War – Zug des Todes – gewonnen
- 2011: Nominierung für die Nika (Russland) als Beste Hauptdarstellerin für Edge of War – Zug des Todes
- 2011: Nominierung für den Golden Globe mit Edge of War – Zug des Todes als Bester fremdsprachiger Film
- 2011: Longlist für die Academy Awards (Oscar) mit Edge of War – Zug des Todes als Bester fremdsprachiger Film
- 2016: Nominierung für den Preis der Deutschen Akademie für Fernsehen als Beste Hauptdarstellerin für In aller Freundschaft – Schlechte Chancen